# Almazán

Localização de Almazán

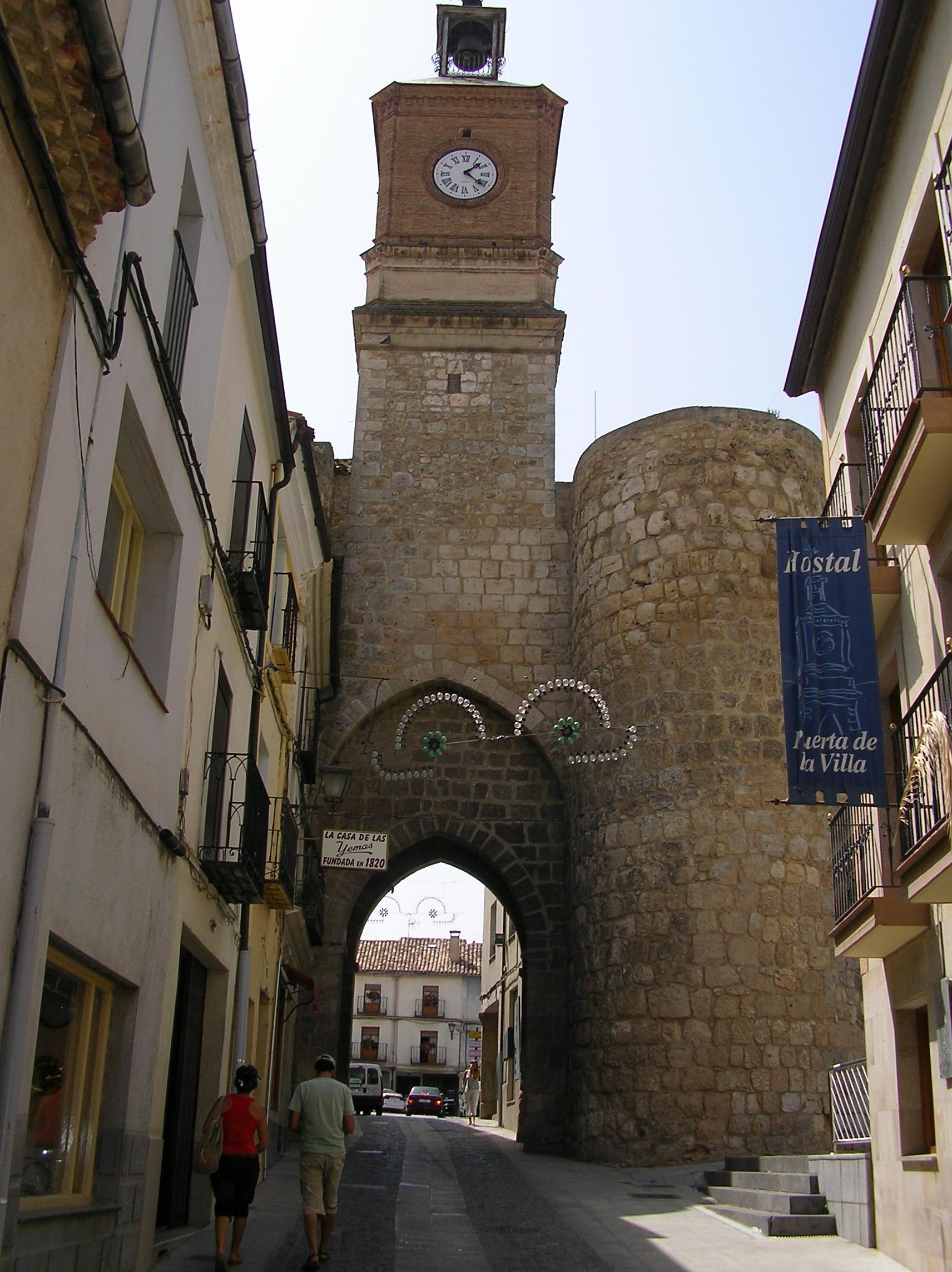
Almazán

Almaçã (Almazán) é um município da Espanha na província de Sória, comunidade autónoma de Castela e Leão, de área 166,53 km² com população de 5727 habitantes (2006) e densidade populacional de 34,39 hab./km².

## Demografia
| Variação demográfica do município entre 1991 e 2004 | Variação demográfica do município entre 1991 e 2004 | Variação demográfica do município entre 1991 e 2004 | Variação demográfica do município entre 1991 e 2004 |
| --------------------------------------------------- | --------------------------------------------------- | --------------------------------------------------- | --------------------------------------------------- |
| 1991                                                | 1996                                                | 2001                                                | 2004                                                |
| 5960                                                | 5877                                                | 5546                                                | 5755                                                |